# Usina Hidrelétrica de Balbina

Apesar da grande extinção de espécies observada em Balbina, algumas áreas são prioritárias para a conservação da biodiversidade restante.

A Usina Hidrelétrica de Balbina é uma hidrelétrica no rio Uatumã, localizada na parte nordeste do Estado do Amazonas. A localização fica sob a jurisdição do município de Presidente Figueiredo.
Inaugurada no final da década de 1980, Balbina é criticada por ter um alto custo e ter causado um dos maiores desastres ambientais da história do Brasil. Tendo cada uma das cinco unidades geradoras uma capacidade de até 55 MW de energia elétrica, totalizando 275 MW, a usina é citada como um erro histórico por cientistas e gestores por sua baixa geração de energia em relação à área alagada, e pelas consequências disso.

## Estrutura
A barragem de Balbina foi construída de 1985 a 1989 e atualmente é administrada pela Eletrobras Amazonas GT. O primeiro de cinco geradores entrou em operação em fevereiro de 1989. A barragem tem capacidade instalada de 250 megawatts e inunda uma área de 2.360 quilômetros quadrados.

## Controvérsias
A barragem foi criada para fornecer eletricidade renovável à cidade de Manaus, mas foi considerada um projeto controverso pelos moradores locais desde o início, devido à perda da floresta e ao deslocamento do território das casas das famílias tradicionais. Cerca de 2.928,5 quilômetros quadrados de terras anteriormente ocupadas pelos índios Waimiri-Atroari foram removidos e inundados.
A barragem também foi criticada por seus caros custos de construção e manutenção, além da quantidade de energia gerada em relação ao tamanho da enchente. Como resultado, o metano liberado de seu vasto reservatório, proporcional à sua produção, a barragem de Balbina emite mais gases de efeito estufa do que a maioria das usinas a carvão, principalmente porque sua área inundada não foi desmatada. A barragem é uma das menos eficientes do Brasil em termos de área inundada para cada megawatt gerado.
Também é apontada como problemática no que diz respeito à emissão de gases de efeito estufa, considerados causadores do aquecimento global. A liberação de dióxido de carbono e metano é superior à de uma usina termoelétrica de mesmo potencial energético. Em seu projeto de construção, foi sugerida a retirada da vegetação do local que seria alagado, já que era madeira de lei e, portanto, maior valor econômico. No entanto, o projeto não foi aceito sob alegação de que seria necessário uma grande mão de obra para tal e isso atrasaria a inauguração, portanto, foi decidido alagar da forma como estava. Em consequência, as árvores começaram a apodrecer sob a água, emitindo gases nocivos para a atmosfera. Dessa maneira, além do prejuízo econômico por não ter vendido a madeira, houve também um grave dano ambiental causado pela elevada acidez do lago e pelos gases emitidos.
De acordo com o relatório “Emissões de Dióxido de Carbono e de Metano pelos Reservatórios Hidrelétricos Brasileiros“ do Ministério da Ciência e da Tecnologia de 2006, Balbina é uma das três usinas hidrelétricas brasileiras – Samuel (RO) e Três Marias (MG) – com emissões maiores que termelétricas de mesmo potencial.

## Políticas de conservação
Os ecossistemas lacustres e insulares formados pela barragem são protegidos pela Reserva Biológica do Uatumã de 938.720 hectares, uma unidade de conservação estritamente protegida criada em 2002. O litoral oeste é protegido pela Área de Proteção Ambiental Caverna do Maroaga de 374.700 hectares, criada em 1990. A jusante da barragem, o Rio Uatumã atravessa a Reserva de Desenvolvimento Sustentável do Uatumã de 424.430 hectares, criada em 2004. A barragem regula a vazão do rio através da reserva e reduz as enchentes sazonais.